# Riserva naturale guidata di Campobrun
La riserva naturale guidata di Campobrun è un'area naturale protetta del Trentino istituita nel 1971 ed è situata nel gruppo del Carega. È contigua al parco naturale regionale della Lessinia.

## Descrizione
Occupa una superficie di 426,24 ettari nella provincia autonoma di Trento.. 
Un'ampia parte del territorio della riserva è stato dichiarato sito di interesse comunitario con la denominazione "Campobrun" (IT312001).